# Ковач, Аттила (легкоатлет)
Аттила Ковач (венг. Kovács Attila; род. 2 сентября 1960, Сексард) — венгерский легкоатлет, специалист по бегу на короткие дистанции. Выступал за сборную Венгрии по лёгкой атлетике в 1981—1994 годах, серебряный призёр международного турнира «Дружба-84», многократный чемпион страны, действующий рекордсмен Венгрии в беге на 100 метров и эстафете 4×100 метров, участник летних Олимпийских игр в Сеуле.

## Биография
Аттила Ковач родился 2 сентября 1960 года в городе Сексард, Венгрия. Занимался лёгкой атлетикой в Будапеште, проходил подготовку в столичном клубе «Уйпешти».
Входил в число сильнейших венгерских спринтеров с начала 1980-х годов, неоднократно становился чемпионом Венгрии в беге на 100 и 200 метров, эстафете 4×100 метров.
В 1982 году в составе венгерской сборной выступил на чемпионате Европы в помещении в Милане и на чемпионате Европы в Афинах.
В 1983 году занял седьмое место в зачёте эстафеты 4×100 метров на Кубке Европы в Лондоне.
Рассматривался в качестве кандидата на участие в летних Олимпийских играх 1984 года в Лос-Анджелесе, однако Венгрия вместе с несколькими другими странами восточного блока бойкотировала эти соревнования по политическим причинам. Вместо этого Ковач выступил на альтернативном турнире «Дружба-84» в Москве, где завоевал серебряную медаль в беге на 100 метров, уступив на финише только кубинцу Освальдо Лара, и стал пятым в эстафете 4×100 метров.
В 1985 году бежал 60 метров на Всемирных легкоатлетических играх в помещении в Париже, финишировал пятым на чемпионате Европы в помещении в Пирее.
На чемпионате Европы 1986 года в Штутгарте был седьмым в индивидуальном беге на 100 метров и шестым в эстафете 4×100 метров.
В 1987 году в 200-метровой дисциплине дошёл до полуфинала на чемпионате мира в помещении в Индианаполисе. На чемпионате Венгрии в Мишкольце превзошёл всех соперников на дистанции 200 метров, установив при этом ныне действующий национальный рекорд — 20,11. На чемпионате мира в Риме показал четвёртый результат в беге на 100 метров, дошёл до полуфинала в беге на 200 метров, стал пятым в эстафете 4×100 метров.
Благодаря череде успешных выступлений в 1988 году удостоился права защищать честь страны на Олимпийских играх в Сеуле — в дисциплинах 100 и 200 метров остановился на стадиях полуфиналов и четвертьфиналов соответственно, тогда как в программе эстафеты 4×100 метров занял в финале восьмое место.
В 1989 году бежал 60 метров на чемпионате Европы в помещении в Гааге и на домашнем чемпионате мира в помещении в Будапеште.
На чемпионате Европы 1990 года в Сплите дошёл до полуфинала в 100-метровом беге и стал пятым в эстафете 4×100 метров.
В 1991 году финишировал пятым на Кубке Европы во Франкфурте, принимал участие в чемпионате мира в Токио.
Завершил спортивную карьеру по окончании сезона 1994 года.